# Le Voleur de crimes
Pour plus de détails, voir Fiche technique et Distribution.
Le Voleur de crimes est un film français réalisé par Nadine Trintignant, sorti en 1969.

## Synopsis
Jean Girod, homme étrange pourtant sans signe particulier, est époux, père de famille. Mais il vagabonde seul dans des rues vides, des terrains vagues. Il assiste par hasard au suicide d'une jeune femme qui précipite sa voiture dans une carrière, après s'être ligotée au siège. Il revendique alors l'avoir tuée, écrivant aux journaux et s'imaginant faire la une.
Il quitte sa famille, loge dans une chambre prêtée son ami Christian dont la compagne, Florinda, le fascine. Peu à peu, Jean s'enfonce dans une sorte de folie.

## Fiche technique
- Titre français : Le Voleur de crimes
- Réalisation : Nadine Trintignant
- Scénario : Nadine Trintignant
- Photographie : Pierre Willemin
- Montage : Nicole Lubtchansky
- Musique : Jack Arel
- Production : Jacques Dorfmann et Nadine Trintignant
- Pays d'origine : France
- Genre : drame
- Date de sortie : 23 mai 1969

## Distribution
- Jean-Louis Trintignant : Jean Girod
- Robert Hossein : Christian, dit Tian
- Giorgia Moll : Olga Girod, la femme de Jean (doublée par Anouk Ferjac)
- Bernadette Lafont : La logeuse
- Tanya Lopert : Une consommatrice au bar
- Karen Blanguernon : La suicidée
- Serge Marquand : Guieff, l'ami de Christian
- Florinda Bolkan : Florinda
- Lucienne Hamon : La femme traquée
- Antoine Ouvrier : Le petit Antoine
- Francis Girod : Le barman
- Jacqueline Sassard
- Vicka Borg